# Platánia Oropoú
Platánia Oropoú (grec moderne : Πλατάνια Ωρωπού) est une localité située dans le dème d'Oropós, dans le district régional d'Attique-de-l'Est, dans la périphérie d'Attique, en Grèce.
Selon le recensement de 2021, elle compte 138 habitants.

## Tendance démographique
| année      | 1981 | 1991 | 2001 | 2011 | 2021 |
| population | 37   | 103  | 155  | 136  | 138  |